# 高友工
高友工（英語：Yu-kung Kao，1929年—2016年10月29日），華裔中國文學理論家、美學家，普林斯頓大學東亞系榮退教授，於該系任教逾三十年，為陳世驤之後「中國抒情傳統」最重要的論者。

## 生平
1929年出生於中國遼寧瀋陽，曾就读重庆市南开中学和北京市育英中学，1947年考入北京大学法律系，曾受教於周祖謨。1948年随雙親迁至台湾，1949年入國立臺灣大學法律學系，因旁聽中國文學系董同龢(1911-1963)教授的聲韻學，遂轉入中文系，並事師文學院王叔岷、臺靜農、戴君仁、鄭騫、方豪、方東美等人，1954年畢業。後進入哈佛大学東亞系博士班，副修羅馬史，1962年以宋代方臘起事為論文題目，獲博士學位，指導教授為史學家楊聯陞。然而其更鍾情文學研究，曾受教於專長中國古典詩的海陶瑋（James Robert Hightower）及文學批評家諾思洛普·弗萊（Northrop Frye）。1960-62年短暫任教於史丹佛大學後，1962年起轉往普林斯顿大学东亚系，直至1999年榮退，知名門生包含孫康宜、蒲安迪（Andrew Plaks）、林順夫、蔡宗齊等。
1960、70年代，高氏與語言學家梅祖麟發表〈分析杜甫的《秋興》：試從語言結構入手作文學批評〉（Tu Fu’s Autumn Meditations）等作，以現代語言學方法分析唐詩，帶動臺灣學界結構主義批評的熱潮。1977年，發表〈中國敘述傳統中的抒情境界──「紅樓夢」與「儒林外史」讀法〉（Lyric Vision in the Chinese Narrative Tradition: A reading of Hong-lou Meng and Ju-Lin Wai-shih），將抒情傳統論述延伸至敘事文本。1978-79年，於母校國立臺灣大學客座，講授文學理論、美學與抒情傳統，風靡校園內外，甚至有「高友工震盪」一說。1987年，發表〈律詩的美典〉（The Aesthetics of Regulated Verse）。
學術之外，高氏雅好戲曲、古典音樂、芭蕾舞、現代舞，活躍於紐約舞蹈界。為人低調、謙抑、豁達，史學家余英時稱許其治學為「為己之學」，有些同輩好友則暱稱其為「現代莊子」。
2016年10月29日逝世於紐約布魯克林公寓，享壽87岁。普林斯頓大學於2017年3月11日為其舉辦追思會。

## 家庭
父亲是纺织学家，教育家高惜冰。

## 中文著作
- 《唐诗的魅力》，與梅祖麟合著，李世耀譯，1989年，上海古籍出版社，ISBN 7532506355
- 《中國美典與文學研究論集》，2004年，臺大出版中心，ISBN 9570158387
- 《美典》，2008年5月，生活·读书·新知三联书店，ISBN 9787108028730
- 《唐诗三论》，与梅祖麟合著，2013年10月，商务印书馆，ISBN 9787100100830